# Ceresiosaurus
Ceresiosaurus var ett släkte reptiler som tillhörde ordningen Nothosauroidea. De levde under äldre delen av kritaperioden i det som idag är Europa. Namnet betyder ödla från Ceresio.
Den blev troligen runt 4 meter lång från nos till svanstipp och använde sin svans och kropp för att simma framåt och bakbenen för att bromsa. Den åt fisk och blötdjur som den använde sina långa tänder för att fånga. Den hade långa tår på sina fyra fötter.   